# Reichsernährungsamt

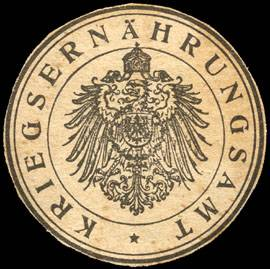
Siegelmarke Kriegsernährungsamt

Das Reichsernährungsamt (von 1916 bis 1918 Kriegsernährungsamt) war eine Reichsbehörde des Deutschen Reichs für ernährungspolitischen Angelegenheiten. Es bestand von 1916 bis zu seiner Überführung ins Reichsministerium für Ernährung und Landwirtschaft 1919.

## Geschichte
Während des Ersten Weltkrieges erließ der Bundesrat Kriegsmaßnahmen zur Sicherung der Volksernährung, in deren Folge am 22. Mai 1916 das Kriegsernährungsamt gegründet wurde. Das Kriegsernährungsamt, das zuvor aus dem Reichsamt des Innern ausgelagert worden war, hatte seinen Sitz in Berlin und unterstand der Aufsicht des Reichskanzlers. Ihm oblagen die ernährungspolitischen Angelegenheiten des Reiches. Der Vorstand des Amtes bestand einschließlich des Vorsitzenden aus sieben bis neun Mitgliedern, wobei der Vorsitzende die Amtsbezeichnung Präsident des Kriegsernährungsamtes führte.
Das Kriegsernährungsamt erhielt 1917 den Status einer Reichsbehörde und wurde fortan von einem Staatssekretär geleitet, der gegenüber dem Reichskanzler weisungsgebunden war. Am 19. November 1918 erfolgte die Umbenennung in Reichsernährungsamt. Vier Tage später wurde die Zentral-Einkaufsgesellschaft aus dem Geschäftsbereich des Reichswirtschaftsamtes ausgelagert und dem Reichsernährungsamt unterstellt. Im März 1919 wurden die Aufgaben der Reichsbehörde vom Reichsernährungsministerium übernommen.

## Präsidenten bzw. Staatssekretäre des Kriegsernährungs-/Reichsernährungsamtes
- Adolf Tortilowicz von Batocki-Friebe (22. Mai 1916 – 6. August 1917)
- Wilhelm von Waldow (6. August 1917 – 9. November 1918)
- Emanuel Wurm (14. November 1918 – 13. Februar 1919)